# Liu Song (snooker)
Liu Song (刘菘; Liú Sōng), född 1983, är en kinesisk snookerspelare.